# ファンタスティック・フォー:銀河の危機
『ファンタスティック・フォー:銀河の危機』（原題: Fantastic Four: Rise of the Silver Surfer）は、2007年のアメリカ映画。アメリカン・コミックスの『ファンタスティック・フォー』を原作とした前作『ファンタスティック・フォー ［超能力ユニット］』の続編。シルバーサーファーが最大の敵役として登場する。また、前作の敵役であるドクター・ドゥームも登場する。

## あらすじ
ある日、世界中で連続的な怪現象が発生した。日本では駿河湾が凍り付き、エジプトでは突然の吹雪。さらにロサンゼルスでは大停電が起こった。
しかし、アメリカ国民はそのニュース以上に「ファンタスティック・フォー（FF）」のビッグなカップル、リードとスーの結婚の話題で盛り上がっていた。世界各地で起こる怪現象に興味をそそられながらも、何度も事情で入籍を延期してしまったこともあり、愛するスーのために平静を装うリード。そんなリードを見かねたジョニーは、ベンと共にリードのバチェラー・パーティーを開いた。独身最後の夜を楽しむリードだったが、そんな彼に米軍のヘイガー将軍から要請が下る。怪現象が起きた場所の上空で観測された謎の閃光を調査してほしいと言うのだ。是が非でも依頼を受けたいリードだったが、その場にスーが居合わせたため、彼女に秘密で調査を進めることになった。

## キャスト
※括弧内は日本語吹き替え
- リード・リチャーズ（Mr.ファンタスティック） - ヨアン・グリフィズ（石川禅）
- スーザン・ストーム（インヴィジブル・ウーマン） - ジェシカ・アルバ（宮島依里）
- ジョニー・ストーム（ヒューマン・トーチ） - クリス・エヴァンス（神奈延年）
- ベン・グリム（ザ・シング） - マイケル・チクリス（天田益男）
- ヴィクター・フォン・ドゥーム（Dr.ドゥーム） - ジュリアン・マクマホン（てらそままさき）
- アリシア・マスターズ - ケリー・ワシントン（込山順子）
- ヘイガー将軍 - アンドレ・ブラウアー（石塚運昇）
- フランキー・レイ大尉 - ボー・ギャレット（恒松あゆみ）
- シルバーサーファー - ダグ・ジョーンズ / 声：ローレンス・フィッシュバーン（右門青寿）

その他声の出演：金子由之、塾一久、伊藤和晃、加藤沙織、MAI、前島貴志、水落幸子、吉田裕秋、日向とめ吉、蓮池龍三、佐々木健、小柳洋子、長尾雅世、紗川じゅん、牛越恵美、三宅貴洋、桜木章人

## 製作

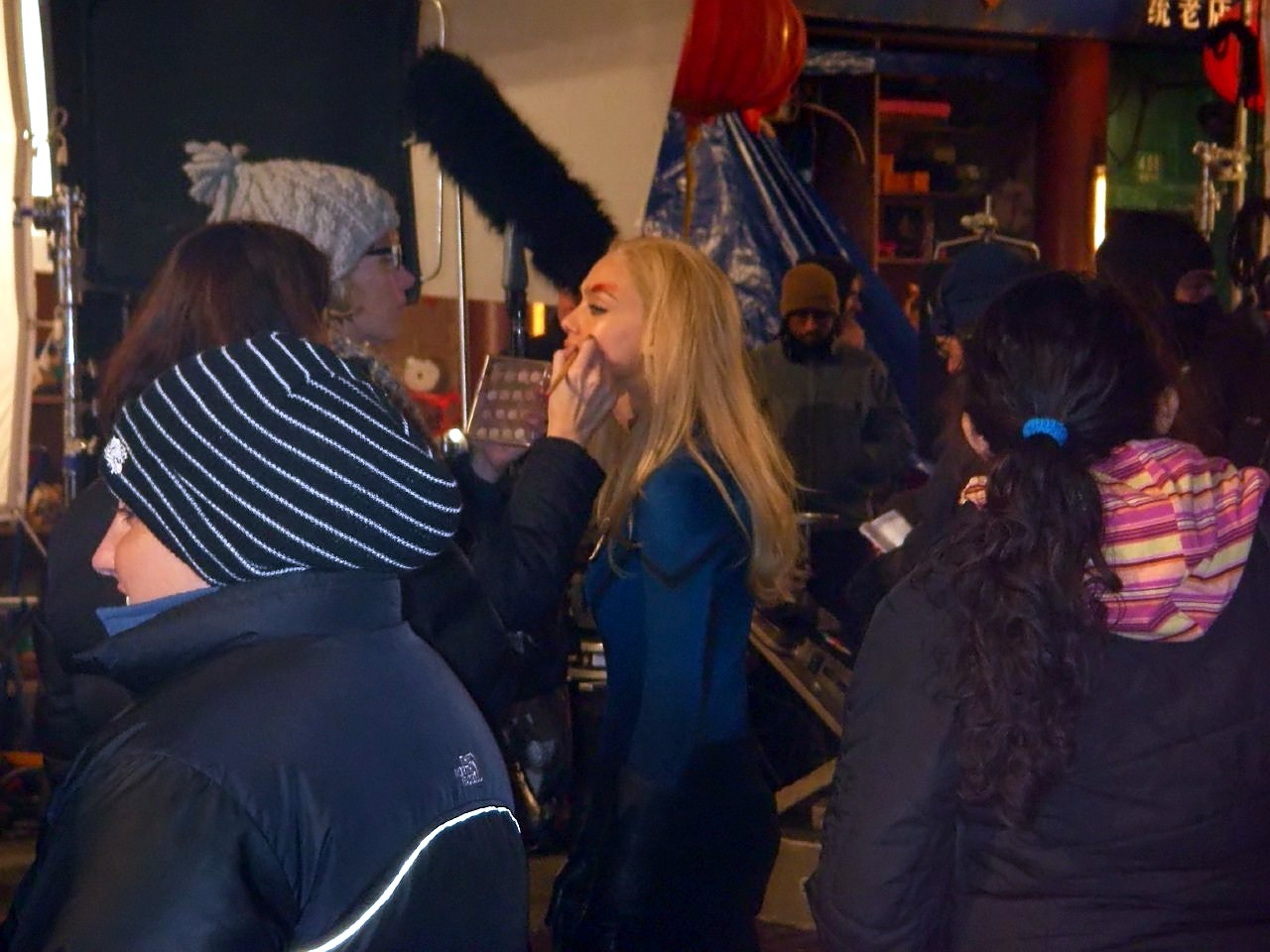
撮影現場でメイクアップするジェシカ・アルバ。

『ファンタスティック・フォー ［超能力ユニット］』の世界興行収入の3億3000万ドルに達し、20世紀フォックスは2005年12月に続編のために監督のティム・ストーリーと脚本のマーク・フロストを再び雇った。脚本にはフロストの他にドン・ペインも雇われた。ペインはギャラクタスが登場する「ギャラクタス・トリロジー」だけでなく、ドゥームがサーファーの力を奪うコミック第57号から第60号のストーリーラインも基になっていると語った。またペインは、アルティメット・マーベルのリミテッド・シリーズ『Ultimate Extinction』からインスピレーションを得ていると述べた。2007年3月2日の時点でギャラクタスのデザインは未だ行われておらず、4月18日、ローレンス・フィッシュバーンがシルバーサーファーの声で雇われるまで、キャラスターが話すかどうかは不明であった。
映画にはファンタスティッカーが登場し、またケリー・ワシントン演じるアリシア・マスターズが大きな役割を果たす。また2006年6月、シルバーサーファーが「ヴィラン兼ヒーロー」で登場すると発表された。
ワーキング・タイトルは『Fantastic Four 2』であった。2006年8月、正式にタイトルが『Fantastic Four: Rise of the Silver Surfer』となり、8月28日にバンクーバーで撮影が始まり、2007年6月15日に公開が予定された。マイケル・チクリスがシングを演じるために使う義肢は再設計された。
2006年8月、アンドレ・ブラウアーは本作に出演するためにテレビドラマ『ER緊急救命室』を降板した。ブラウアーが演じるのはヘイガー将軍であり、ストーリー監督は「リード・リチャーズの古い友人で、映画の追加要素の一つ」と説明した。9月、ジョーンズがシルバーサーファー、ジュリアン・マクマホンが再びドクター・ドゥームを演じることが報じられた。バクスター・ビルディングは再デザインされた。

## 評価

### 興行収入
北アメリカでの公開初週末興行収入は5800万ドルであり、初登場1位であった。これは前作のそれを200万ドル上回っていた。2週目末には66%、3週目は54%の下落を記録した。最終的に北米で1億3190万ドル、全世界で2億8900万ドルを売り上げた。製作費は1億3000万ドルである。

### 批評家の反応
Rotten Tomatoesでの支持率は167件のレビューで37%、Metacriticでの評価は33件で45/100であった。

## 地上波放送履歴
| 回数  | テレビ局   | 番組名           | 放送日        | 放送時間      | 備考         |
| ----- | ---------- | ---------------- | ------------- | ------------- | ------------ |
| 初回  | 日本テレビ | 金曜ロードショー | 2010年2月26日 | 21:00 - 22:54 | 地上波初放送 |
| 2回目 | テレビ朝日 | 日曜洋画劇場     | 2011年7月31日 | 21:00 - 22:54 |              |